# Pavel Nováček (1949)
Pavel Nováček (* 4. června 1949) je bývalý český fotbalový útočník.

## Fotbalová kariéra
V československé lize nastoupil za Baník Ostrava v 8 ligových utkáních. Ve druhé nejvyšší soutěži hrál za ŽD Bohumín a Baník Havířov.

## Ligová bilance
| Ročník                                   | Zápasy | Góly | Minuty | Klub          |
| ---------------------------------------- | ------ | ---- | ------ | ------------- |
| 1. československá fotbalová liga 1977/78 | 8      | 0    | 306    | Baník Ostrava |
| Česká národní fotbalová liga 1978/79     | –      | –    | –      | Baník Havířov |
| Česká národní fotbalová liga 1981/82     | 6      | 0    | –      | ŽD Bohumín    |
| CELKEM 1. liga                           | 8      | 0    | 306    |               |